# Groß Teetzleben
Groß Teetzleben  ist eine pommersche Gemeinde im Landkreis Mecklenburgische Seenplatte. Sie liegt nördlich von Neubrandenburg. Bis zum 1. Januar 2004 war die Gemeinde Teil des Amtes Kastorfer See und ist seitdem Teil des Amtes Treptower Tollensewinkel mit Sitz in Altentreptow.

## Geografie und Verkehr
Groß Teetzleben liegt zehn Kilometer nördlich von Neubrandenburg und sechs Kilometer südlich von Altentreptow. Die Gemeinde ist von der Bundesautobahn 20 über den Anschluss Altentreptow zu erreichen. Sie liegt im Urstromtal der Tollense.

## Ortsteile
- Groß Teetzleben
- Klein Teetzleben
- Rottenhof
- Kaluberhof
- Lebbin

## Geschichte
Groß Teetzleben wurde als Tetzlaw im Jahr 1491 erstmals urkundlich erwähnt. Während des Dreißigjährigen Krieges wurde der Ort zerstört. Im 15. Jahrhundert gehörte der Ort der Adelsfamilie Maltzahn, die es später dem Herzog von Mecklenburg verkaufte.

## Wappen, Flagge, Dienstsiegel
Die Gemeinde verfügt über kein amtlich genehmigtes Hoheitszeichen, weder Wappen noch Flagge. Als Dienstsiegel wird das kleine Landessiegel mit dem Wappenbild des Landesteils Vorpommern geführt. Es zeigt einen aufgerichteten Greifen mit aufgeworfenem Schweif und der Umschrift „GEMEINDE GROß TEETZLEBEN • LANDKREIS MECKLENBURGISCHE SEENPLATTE“.

## Sehenswürdigkeiten
- Fachwerkkirche von 1721 mit hölzernen Kirchturm mit
  - Schnitzaltar (um 1500), auf der die Kreuzigung mit einer Figurengruppe und Passionsszenen dargestellt wird
  - Kirchenglocke aus dem Jahr 1569
- Tollense-Niederung

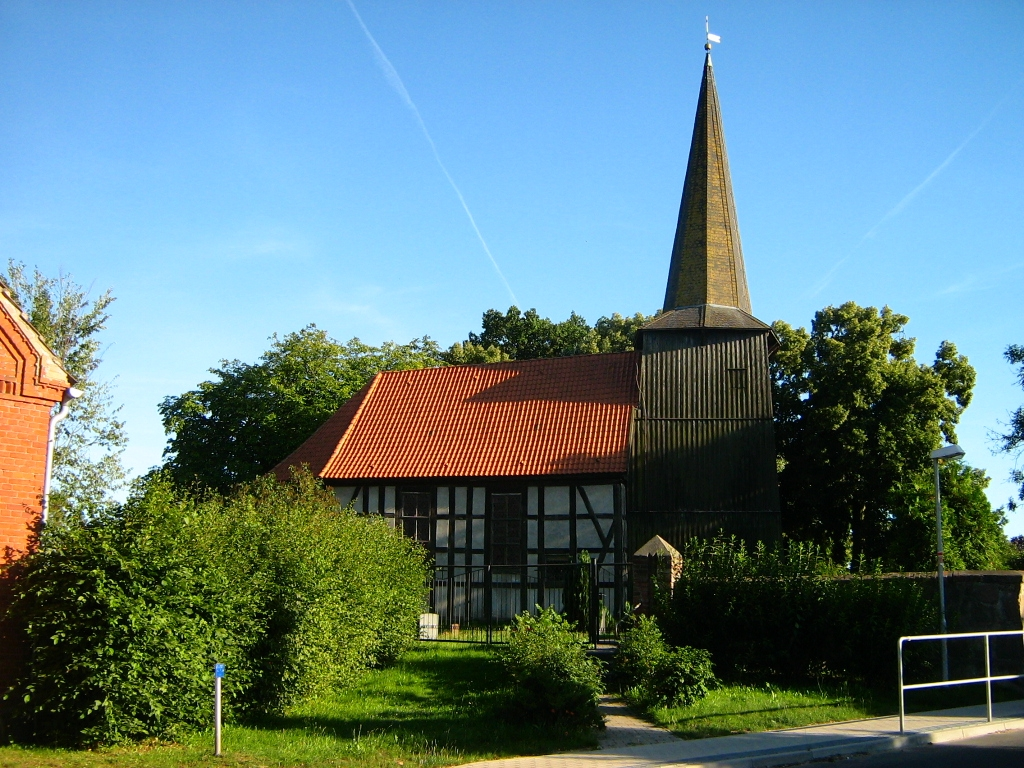
Kirche Groß Teetzleben
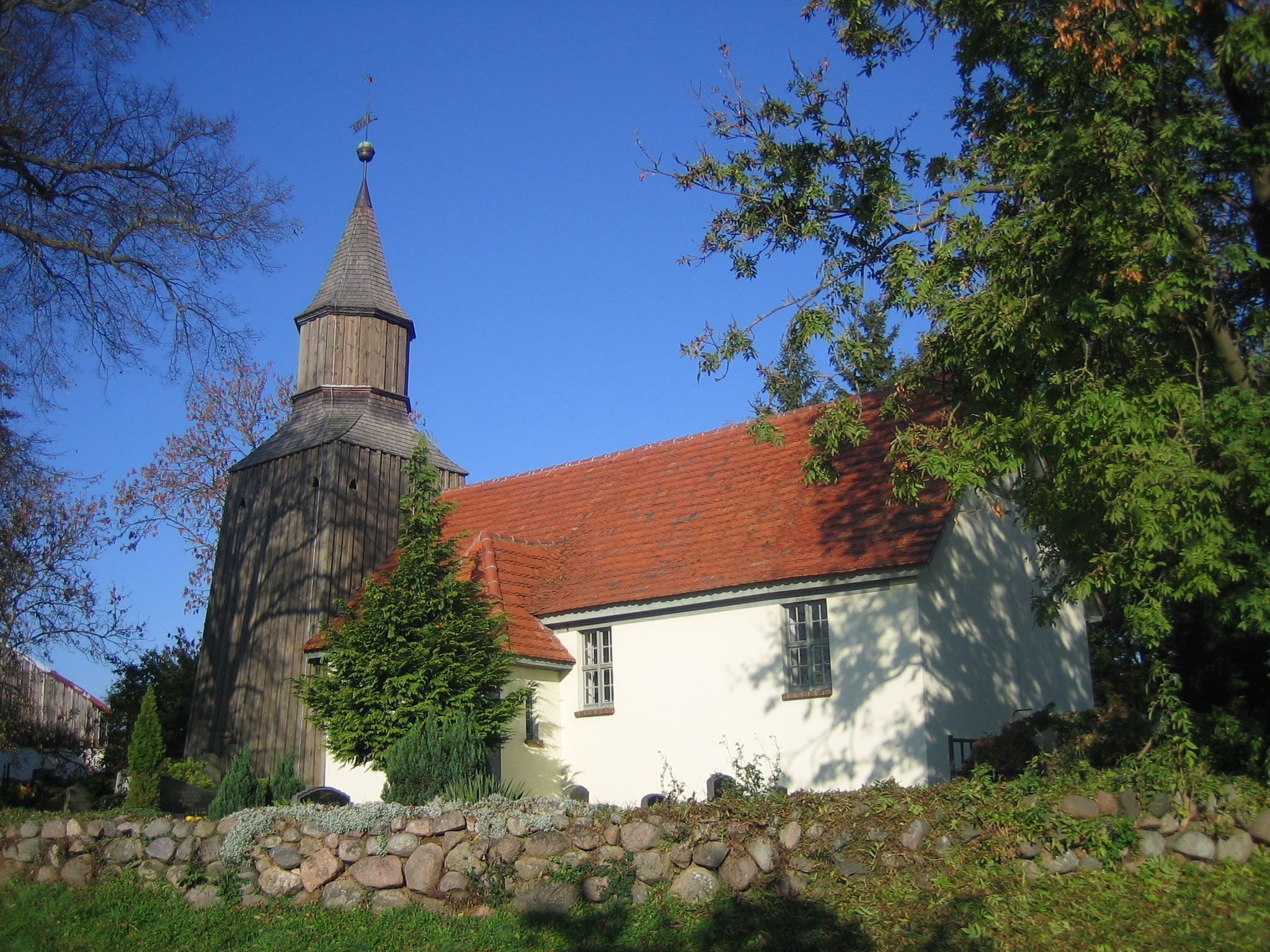
Dorfkirche Lebbin